# Arjan van der Plaat
Arjan van der Plaat (Nieuw-Lekkerland, 23 maart 1986) was een Nederlandse zwemmer. Hij trainde bij RTC in Dordrecht onder leiding van Martijn van den Maagdenberg. Tegenwoordig is Arjan van der Plaat trouwfotograaf.

## Carrière
Na zijn Nederlands kampioenschap bij de jeugd op de 50m vlinderslag maakte hij in 2005 de overstap van ZPC Wiekslag naar MNC Dordrecht. In oktober 2008 zwom hij, tijdens het internationale zwemfestival in Aken, een tijd van 48,83 sec. Hiermee is hij pas de tiende Nederlandse zwemmer aller tijden onder de 49 secondengrens. In december 2008 haalde Van der Plaat tijdens de Nederlandse kampioenschappen korte baan een derde plaats op de 50m vrijeslag. Hij deed dit in een tijd van 22,30 sec. Op de 100m vrijeslag eindigde hij als vijfde in een tijd van 49,10 sec.
In juni 2009, tijdens de Open Nederlandse kampioenschappen zwemmen 2009, behaalde hij een eerste plaats op de 50m vrije slag met een tijd van 23,15. Op de 100m vrije slag eindigde hij als vierde in een tijd van 50,82. In deze periode nam Arjan van der Plaat deel aan het trainingsprogramma van de KNZB, het RTC Dordrecht. 
Ruim 10 jaar lang zwom Arjan van der Plaat op nationaal niveau en won verschillende medailles tijdens het NK zwemmen. In 2015 is Van der Plaat gestopt als wedstrijdzwemmer. Momenteel is Arjan van der Plaat werkzaam als trouwfotograaf.

## Persoonlijke records
| Onderdeel        | Kortebaan | Langebaan |
| ---------------- | --------- | --------- |
| 50 m vrije slag  | 22,30     | 23,15     |
| 100 m vrije slag | 48,83     | 50,82     |
| 50 m vlinderslag | 24,83     | 25,39     |

## Resultaten
| jaar | NK Langebaan                                                                    | NK Kortebaan                                                                                         | NK Sprint                                              |
| ---- | ------------------------------------------------------------------------------- | --- | ------------------------------------------------------ |
| 2003 |                                                                                 | 50m vlinderslag (jeugd) · 5e 50m vrije slag (jeugd) · 7e 100m vlinderslag (jeugd)                    |                                                        |
| 2004 | 9e 50m vlinderslag · 50m vlinderslag (jeugd)                                    | 12e 50m vrije slag 11e 50 vlinderslag                                                                | 50m vlinderslag (jeugd)                                |
| 2005 | 7e 100m vrije slag · 8e 50m vrije slag · 8e 50m vlinderslag · 4x100m vrije slag | 8e 100m vrije slag · 7e 50m vrije slag · 7e 50m vlinderslag · 4x 100m vrije slag · 4x100m wisselslag |                                                        |
| 2006 | 6e 100m vrije slag · 7e 50m vrije slag · 4x100m vrije slag                      | 6e 100m vrije slag                                                                                   | 6e 50m vlinderslag                                     |
| 2007 |                                                                                 | 6e 100m vrije slag 8e 50m vrije slag                                                                 |                                                        |
| 2008 | 8e 100m vrije slag                                                              | 5e 100m vrije slag · 50m vrije slag                                                                  | 5e 50m vlinderslag 7e 50m vrije slag                   |
| 2009 | 50m vrije slag · 4e 100m vrije slag                                             | 4e 100m vrije slag · 50m vrije slag                                                                  |                                                        |
| 2010 |                                                                                 | |                                                        |
| 2011 |                                                                                 | 4x200m vrije slag · 4x100m vrije slag                                                                |                                                        |
| 2012 | 8e 100m vrije slag · 4x100m vrije slag                                          | | 4e 50m vrije slag · 4x50m wisseslag · 4x50m vrije slag |
| 2013 | 6e 100m vrije slag · 4x100m vrije slag                                          | 4x100m vrije slag · 5e 4x200m vrije slag · 4e 4x100m wisselslag                                      | 4e 50m wisselslag · 4x50m vrije slag                   |